# Karla Avelar
Karla Avelar (ur. 7 stycznia 1978 w Chalatenango) – salwadorska aktywistka na rzecz praw osób transpłciowych, dyrektorka wykonawcza organizacji Comcavis Trans.

## Życiorys
Urodziła się w katolickiej, biednej rodzinie jako Carlos Avelar. Brak edukacji i skrajnie konserwatywne środowisko spowodowało, że Avelar była ofiarą przemocy, a później gwałtu. Gdy miała dziewięć lat, uciekła do stolicy, gdzie mieszkała na ulicach, będąc narażoną na rosnącą przemoc, przestępczość i nadużywanie narkotyków. W wieku jedenastu lat Karla została zmuszona do pracy seksualnej i wkrótce stała się ofiarą przemocy seksualnej, wymuszeń i gróźb śmierci ze strony członków gangu, policjantów i klientów. Od 1996 do 2000 roku przebywała w więzieniu.
Ze względu na swoją transpłciowość, Avelar otrzymywała groźby śmierci i przeżyła trzy próby zamachu na jej życie. Pierwsza próba zamachu na Avelar miała miejsce w 1992 roku, gdy była jeszcze nastolatką. Miało to miejsce po serii zabójstw transpłciowych kobiet, które były w kraju uważane za przestępstwa z nienawiści dokonywanych przez seryjnego zabójcę. Kiedy napastnik, który okazał się aktywnie pracującym oficerem, wyciągnął przeciwko Avelar pistolet kalibru 0,45, udało jej się go rozbroić. Wyciągnął on jednak drugi pistolet i strzelił do niej aż dziewięć razy. Wielokrotnie postrzeloną Avelar odnalazł strażnik, która spędziła w śpiączce dwa miesiące. Drugi atak miał miejsce w 2008 roku ze strony gangu ulicznego Mara Salvatrucha. Avelar była pracownikiem seksualnym, a gang zażądał cotygodniowej ochrony w wysokości 25 dolarów amerykańskich od niej i jej towarzyszy. Avelar odmówiła, a osiem dni później została pięciokrotnie postrzelona. Członkowie gangu spróbowali odebrać jej życie ponownie w 2012 roku, podkradając się do niej i dźgając ją dwoma nożami. Znów przeżyła i nadal zwracała uwagę opinii publicznej na szerzącą się przemoc. Ogółem na swoim ciele ma kilka ran postrzałowych i kłutych po zamachach. Avelar wielokrotnie twierdziła, że nie może polegać na ochronie ze strony policji, twierdząc, że oficerowie salwadorscy rzadko poważnie traktują ataki na osoby transpłciowe. W 2008 roku Avelar założyła organizację wsparcia dla osób transpłciowych o nazwie Association for Communication and Training of Trans o hiszpańskojęzycznym skrócie COMCAVIS TRANS. Jej historia i badania mają na celu ukazanie głównych problemów z którymi borykają się osoby LGBT w Salwadorze. Oszacowano, że w ciągu ostatnich 25 lat doszło do około 600 przypadków nierozwiązanych zabójstw osób LGBT w kraju.
W 2013 roku Avelar została pierwszą trans kobietą, która wystąpiła przed Międzyamerykańską Komisją Praw Człowieka (IACHR) i potępiła Salwador za dyskryminację i przestępstwa z nienawiści wobec osób LGBT. Dwa lata później uczestniczyła w Universal Periodic Review (UPR) na Radzie Praw Człowieka ONZ w Genewie.
Była finalistą nagrody Martin Ennals Award dla obrońców praw człowieka w 2017 roku.
Ma zdiagnozowane HIV.